# Національний будинок органної і камерної музики України
Національний будинок органної і камерної музики України — заклад культури у Києві, Україна. Розташований в перебудованому під концертний зал приміщенні Костелу святого Миколая з лютого 1980 року. Адреса: вул. Велика Васильківська, 77.

## Споруда
Споруда Миколаївського костьолу була завершена у 1909 році за конкурсним проєктом архітектора Станіслава Валовського. Розробка проєкту та будівництво здійснювались під керівництвом відомого київського архітектора Владислава Городецького. Збудований в стилізованих готичних формах з високими стрілчастими шпилями, вирізняється стрункими пропорціями, легкістю, ясністю композиційної структури.
У 1909 році костьол було освячено, хоча споруда не була добудована. Після 1917 року костьол закрили. У 30-ті роки використовували як складське приміщення, пізніше тут був розташований архів. Під час Другої світової війни будівля була значно зруйнована.
У грудні 1978 року ухвалено рішення Ради Міністрів УРСР про створення у Києві Республіканського будинку органної і камерної музики Міністерства культури УРСР та переобладнання для його концертного залу приміщення колишнього Миколаївського костелу. Водночас з реставрацією (автор проєкту Олег Граужис) проводилась і часткова реконструкція (автор проєкту Ігор Тукалевський). Для оформлення інтер'єрів Будинку були виготовлені в Прибалтиці кольорові вітражі, на Львівській меблевій фабриці — м'які стилізовані меблі, в Киверцях Івано-Франківської області — високоякісний паркет. У 1981 у костелі відкрито Республіканський будинок органної та камерної музики (нині Національний будинок органної та камерної музики України), художнім керівником і директором якого став А.М.Котляревський. Тривалий час (1987—1997) Будинок органної і камерної музики очолював композитор Олександр Костін.

## Орган
Орган був сконструйований спеціально для концертного залу майстрами фірми «Rieger-Kloss» (Крнов, Чехословаччина) у 1979 році. Орган має 55 регістрів, що розподілені по трьох мануальних та педальній клавіатурах; 3846 труб різних розмірів (від 13 міліметрів у діаметрі до 6 метрів у довжину), виготовлених із металу та цінних порід дерева (чорного та червоного). Орган має широку темброву палітру, що дозволяє виконувати твори різних стилів та напрямків — від старовинної музики до сучасних авторів. 3 вересня 2021 року пожежа у костелі Святого Миколая у Києві знищила безцінний орган, встановлений більше як 40 років тому.

## Виконавці
Творчий колектив Будинку органної та камерної музики складають ансамблі, органісти, солісти-інструменталісти та співаки.

### Ансамблі
- ансамбль класичної музики імені Бориса Лятошинського
- Камерний ансамбль «Равісан»
- квартет імені Лисенка
- камерний ансамбль «Київ»
- камерний ансамбль «Київ-Брасс»

### Органісти
- Кошуба Володимир Вікторович — народний артист України
- Калиновська Ірина Миколаївна — народна артистка України
- Балаховська Валерія Валеріївна — заслужена артистка України
- Харечко Ірина Іванівна — заслужена артистка України
- Сидоренко Максим Іванович — заслужений артист України
- Бубнова Ганна — заслужена артистка України
- Півнов Віталій Миколайович — органіст у 1980—1984 роках